# McClure (Pennsylvania)
McClure is een plaats (borough) in de Amerikaanse staat Pennsylvania, en valt bestuurlijk gezien onder Snyder County.

## Demografie
Bij de volkstelling in 2000 werd het aantal inwoners vastgesteld op 975. In 2006 is het aantal inwoners door het United States Census Bureau geschat op 945, een daling van 30 (-3,1%).

## Geografie
Volgens het United States Census Bureau beslaat de plaats een oppervlakte van 9,6 km², geheel bestaande uit land. McClure ligt op ongeveer 209 m boven zeeniveau.

## Plaatsen in de nabije omgeving
De onderstaande figuur toont nabijgelegen plaatsen in een straal van 20 km rond McClure.